# Reinhold Otto (Politiker, 1932)
Reinhold Otto (* 8. März 1932 in Trier) ist ein deutscher Politiker (SPD). Er war von 1963 bis 1967 Abgeordneter im Landtag von Niedersachsen.

## Leben
Nach dem Besuch der Volks- und Oberschule kam Otto durch die Jugendarbeit zu einem sozialen Beruf. Er beteiligte sich an Jugendgemeinschaftsdiensten und erhielt am Seminar für Sozialberufe in Mannheim eine Ausbildung. Im Jahr 1957 bestand er das Staatsexamen und ein Jahr später erhielt er die staatliche Anerkennung als Wohlfahrtspfleger. Von 1958 bis 1959 war Otto als Jugendfürsorger im Jugendnotaufnahmelager Sandbostel tätig. Danach war er wieder Kreisjugendpfleger in Wolfenbüttel. In der fünften Wahlperiode war er von 1963 bis 1967 Mitglied des Niedersächsischen Landtages. Dort war er von 1965 bis 1967 Vorsitzender des Ausschusses für Jugend und Sport.